# Europese weg 442
De Europese weg 442 of E442 is een Europese weg in Tsjechië en Slowakije. Deze weg loopt door het Noorden van Tsjechië heen, en meestal via doorgaande wegen.
De route begint in Karlovy Vary, waar de E48 doorheen loopt. Dan loopt de weg via Teplice, Děčín, Liberec, Hradec Králové, Olomouc, Valašské Meziříčí naar Žilina in Slowakije, waar de E442 eindigt op de E50.
Tijdens de route kruist de E442 de volgende Europese wegen:

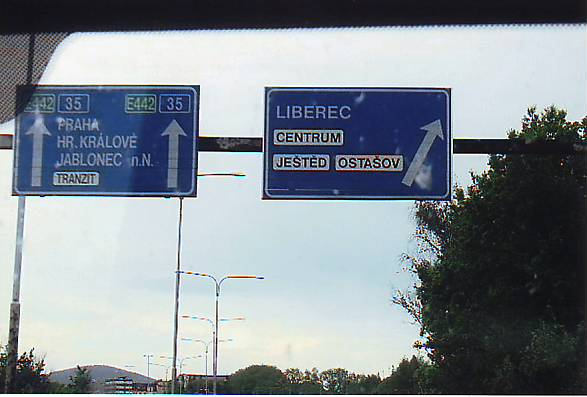
De E442 bij Liberec in Tsjechië

- De E48 bij Karlovy Vary
- De E55 bij Ústí nad Labem
- De E65 bij Turnov
- De E67 bij Hradec Králové
- De E461 bij Svitavy
- De E462 bij Olomouc
- De E75 en E50 bij Žilina